# Transaktivierungsdomäne
Als Transaktivierungsdomäne wird in der Biochemie der Teilbereich (die Domäne) eines Transkriptionsfaktors bezeichnet, der für die transkriptionelle Aktivierung der DNA zuständig ist. Die Stimulation der Transkription wird erreicht durch die Bindung spezialisierter Proteine, vor allem basaler Transkriptionsfaktoren und der RNA-Polymerase.

## Eigenschaften
Die Funktion eines Transkriptionsfaktors – die An- oder Abschaltung von Genen – lässt sich in verschiedene Teilfunktionen untergliedern, die sich in der Struktur des Proteins widerspiegeln. Häufig anzutreffende Domänen sind neben der Transaktivierungsdomäne beispielsweise eine Dimerisierungsdomäne zur Bindung an andere Proteine und eine DNA-Bindedomäne zur Bindung an regulatorische Bereiche der DNA. Wird die Transaktivierungsdomäne eines Transkriptionsfaktors im Zuge eines Proteindesigns entfernt, so hemmt das so entstandene rekombinante Protein die Transkription: Mit Hilfe der DNA-Bindedomäne vermag es zwar, an DNA zu binden, es erfolgt aber keine Aktivierung der Transkription. Es resultiert eine Kompetition (ein Wettstreit) zwischen dem rekombinanten Protein und einem eventuell vorhandenen Wildtyp-Protein um die begrenzte Anzahl spezifischer DNA-Bindungsstellen. 